# سودا بای (کشتی)
سودا بای (کشتی) (به انگلیسی: Suda Bay (ship)) یک کشتی است.